# Сачанли
Сачанли, още Съчанли или Съчънли, е бивше село в Гърция, разположено на територията на дем Козлукебир (Ариана), област Източна Македония и Тракия.

## История
В 19 век Сачанли е голямо българско село в Гюмюрджинска кааза на Османската империя. До 1913 година село Сачанли си остава такова, наред със съседното село Манастир, но в Междусъюзническата война е разорено от турския башибозук и помаци от съседните села. Вследствие на това селото е обезлюдено.
| Църковно-училищни и революционни дейци | Църковно-училищни и революционни дейци |
| Име                                    | Бележка                                |
| -------------------------------------- | -------------------------------------- |
| 1. Илия Ангелов                        | свещеник                               |
| 2. Вълко Трингов                       |                                        |
| 3. Стою Трингов                        |                                        |
| 4. Андон Трингов                       | брат на Вълко и Стою                   |
| 5. Иван Калимерата                     |                                        |
| 6. Петко Стамболията                   |                                        |
| 7. Делко Делииванов                    |                                        |
| 8. Делко Юлучат                        |                                        |
| 9. Васил Алексиев                      | учител от Скопско                      |
| 10. Сотир Илиев                        |                                        |
| 11. Недю Мавродиев                     |                                        |
| 12. Д. Стаматев                        | ръководител на комитета                |

Според статистиката на професор Любомир Милетич в 1912 година в селото живеят 400 български екзархийски семейства.
След тези събития голяма част от населението се насочва към землището на град Кърджали и се установяват в сегашния квартал Гледка и близкото село Глухар.

## Личности
Родени в Сачанли
- Ради Стоянов Динков, български военен деец, подофицер, загинал през Втората световна война[4]
- Рафаил Каракачанов, български революционер
- Стайко Запартов, български революционер
- Христо Дамянов, български революционер[5]